# Eriçó de Brandt
L'eriçó de Brandt (Paraechinus hypomelas) és una espècie d'eriçó del desert originària de l'Orient Pròxim i Àsia central. L'eriçó de Brandt té aproximadament la mateixa mida que l'eriçó comú (un pes de 500–1.000 g i una llargada de 25 cm), però té unes orelles característicament grans, similars a les de l'eriçó orellut; i és un corredor molt més ràpid a causa de la seva lleugera protecció de pues (que tot i això, és més densa que la de l'eriçó orellut). A diferència de l'eriçó orellut, és predominantment nocturn i prefereix defensar-se enrotllant-se en una bola, tot i que també pot fer servir l'atac "saltador".